# Chartreuse du Mont-Sainte-Gertrude
La chartreuse du Mont-Sainte-Gertrude, en néerlandais : Kartuizerklooster van Geertruidenberg, en latin : Domus Sancte Marie Prop Monte Sancte Gertrudis, était une ancienne chartreuse à Mont-Sainte-Gertrude, province de Brabant-Septentrional aux Pays-Bas. C'est la chartreuse la plus ancienne du comté de Hollande d'où son nom Hollandse Huis, Domus Hollandiæ.

## Histoire
Elle est fondée en 1336, par Guillaume van Duvoorde, personne influente qui possède de nombreux biens. Il est confident du comté de Hollande, seigneur de Bréda , seigneur d'Oosterhout et vicomte de Mont-Sainte-Gertrude. L’incorporation dans l’ordre des chartreux a lieu en 1337 sous le nom de Domus Beatæ Mariæ in Hollandia. 
En 1421, le couvent est touché par les inondations, mais les dégâts peuvent être réparés. 
En 1566, le protestantisme arrive à  plusieurs endroits en Hollande. Bien qu'il ne pénètre pas la maison hollandaise, la situation devient de plus en plus dangereux dans les années suivantes en raison des gueux de mer.  
Le 31 août 1573, Mont-Sainte-Gertrude est prise par les troupes de Guillaume Ier d'Orange-Nassau. Les moines fuient après avoir été avertis par le commandant espagnol, et sont provisoirement hébergés à Lierre. Le monastère est pillé et incendié. Les matériaux disponibles dans le monastère sont utilisés dans la ville. Le Groot Prinsenhof, résidence du prince d'Orange, est construit avec des pierres du monastère. Un fort est érigé sur le site de la chartreuse. 
Les moines s'éloignent et trouve l'hospitalité à Bréda, qui tombe également en 1577 entre les mains de Guillaume d'Orange. Cependant, la liberté religieuse prévaut ici à la suite de la pacification de Gand. Les sentiments anti-catholiques se développe progressivement dans la population, tandis que les divisions s'accroissent également parmi les moines lorsque Bréda tombe de nouveau aux mains des Espagnols en 1583.
En 1589, Mont-Sainte-Gertrude est de nouveau conquise par le duc de Parme, Alexandre Farnèse. Les moines se retirent et se retrouvent dans quelques maisons confisquées. 
Le 24 juin 1593, Mont-Sainte-Gertrude est capturé par les troupes de Maurice de Nassau. Les chartreux touchent une pension alimentaire. Le retour à Bréda, cependant, n'est pas possible, car cette ville est devenue la propriété de l'État en 1590. Les moines vont vraisemblablement à Anvers, puis ils se dispersent tous dans la chartreuse de Lierre. En 1595, Klaas Huard, le dernier prieur de la maison néerlandaise, est relevé de ses fonctions et le prieur de Lierre en prend la responsabilité. Quelques moines attendent des années une restauration qui n’a jamais eu lieu.

## Prieurs et moines célèbres
L'une des tâches des moines était d'écrire ou de copier des livres, dans le scriptorium . Des auteurs bien connus étaient :
- Adrianus Cartusiensis ou Hollandinus, a traduit l'ouvrage De Remediis utriusque Fortunæ de Pétrarque ;
- Henricus de Coesveldia (Henri de Coesfeld (d) )[1], a entre autres, écrit De tribus votis monasticis, sur les vœux monastiques; Epistola de instructione iuvenum et novitiorum, une instruction pour les novices; Contra proprietates religiosorum dans lequel il dénonce les biens personnels des moines. Il a également écrit de nombreux autres ouvrages religieux. Il était sous l'influence de la Devotio moderna ;
- Gerrit de Schiedam , prieur de 1415 à 1420, a écrit des ouvrages religieux et a également publié des sermons ;
- Guillaume Bibaut de Tielt, profès de Gand, prieur de 1509 à 1521, trente-cinquième prieur général de l’ordre, a publié des sermons et des poèmes ;
- Jan de Haarlem , vicaire de 1527  à 1531, a écrit une Passio dominica ;
- Cornelis Jansonius de Schoonhoven,  a publié deux sermons, en 1593 et 1594, lorsque les moines avaient déjà été chassés et qu'il était recteur des Chartreux de Bruges .